# 志賀原子力発電所
志賀原子力発電所（しかげんしりょくはつでんしょ）は、石川県羽咋郡志賀町にある北陸電力の原子力発電所。2011年度以降、1号機、2号機とも発電を行っていない。2023年8月時点で、両機とも停止中（定期検査中）。当初の名称は「能登原子力発電所」、のち「志賀原子力発電所」に改めた。
2024年1月現在、志賀原発から半径30㎞圏内に、およそ6万世帯、約15万人が住んでいる。

## 施設概要
所在地は、石川県羽咋郡志賀町赤住1。発電所の敷地面積は、約160万㎡。
北陸電力が唯一保有する原子力発電所で、能登半島中部の西側、志賀町の赤住（あかすみ）地区に位置している。発電所の山側には、発電所で使用する工業用水用のロックフィルダム「大坪川ダム」が設置されている（北陸電力が管理）。
志賀原子力発電所には施設周辺の環境を配慮する形で、海底トンネル方式の放水路・取水路、一文字方式の防波堤（潮流への影響を少なくするため）が採用されている。この取り組みが評価され、1995年に原子力発電所としては初めてグッドデザイン賞を受賞している。

### 発電設備
|       | 原子炉形式                 | 主契約者 | 定格電気出力 | 定格熱出力 | 運転開始日    | 設備利用率 （2009年度） | 現況                 |
| ----- | -------------------------- | -------- | ------------ | ---------- | ------------- | ----------------------- | -------------------- |
| 1号機 | 沸騰水型軽水炉(BWR)        | 日立GE   | 54万kW       | 159.3万kW  | 1993年7月30日 | 98.5%                   | 停止中（定期検査中） |
| 2号機 | 改良型沸騰水型軽水炉(ABWR) | 日立GE   | 135.8万kW    | 392.6万kW  | 2006年3月15日 | 47.5%                   | 停止中（定期検査中） |

志賀原発の基準地震動は、水平方向600ガル、鉛直方向405ガル。想定している津波の高さは、発電所前面で7.1mと評価している（今後、国の審査を受ける予定）。

#### 定期検査[15]
| 定期検査 | 1号機          | 1号機          | 2号機         | 2号機         |
| 定期検査 | 開始           | 終了           | 開始          | 終了          |
| -------- | -------------- | -------------- | ------------- | ------------- |
| 第1回    | 1994年4月30日  | 1994年8月11日  | 2007年2月1日  | 2008年6月11日 |
| 第2回    | 1995年9月1日   | 1995年12月7日  | 2009年7月10日 | 2010年2月18日 |
| 第3回    | 1996年10月17日 | 1997年1月17日  | 2011年3月11日 |               |
| 第4回    | 1998年1月17日  | 1998年4月16日  |               |               |
| 第5回    | 1999年4月29日  | 1999年8月20日  |               |               |
| 第6回    | 2000年9月19日  | 2000年12月６日 |               |               |
| 第7回    | 2002年1月14日  | 2002年4月26日  |               |               |
| 第8回    | 2003年4月21日  | 2004年1月15日  |               |               |
| 第9回    | 2004年9月11日  | 2005年1月6日   |               |               |
| 第10回   | 2006年3月5日   | 2006年7月19日  |               |               |
| 第11回   | 2007年7月7日   | 2009年５月13日 |               |               |
| 第12回   | 2010年6月12日  | 2010年9月29日  |               |               |
| 第13回   | 2011年10月８日 |                |               |               |

### 核燃料
2024年1月現在、原子炉内に核燃料はない。使用済み燃料プールには、1号機に672体、2号機に200体の使用済み核燃料が貯蔵、冷却されている。

#### 核燃料の搬入および使用済み核燃料の搬出
|            |             | 1号機          | 1号機       | 2号機          | 2号機 |
| 日付       | 輸送量（体) | 日付           | 輸送量（体) |                |       |
| ---------- | ----------- | -------------- | ----------- | -------------- | ----- |
| 初装荷燃料 | 第1回       | 1991年5月31日  | 192         | 2004年9月29日  | 264   |
| 初装荷燃料 | 第2回       | 1991年6月6日   | 182         | 2004年11月2日  | 312   |
| 初装荷燃料 | 第3回       | -              |             | 2004年12月2日  | 312   |
| 取替用燃料 | 第1回       | 1993年11月17日 | 144         | 2007年11月29日 | 268   |
| 取替用燃料 | 第2回       | 1995年6月6日   | 52          | 2011年11月30日 | 285   |
| 取替用燃料 | 第3回       | 1996年4月5日   | 92          | 2012年5月11日  | 52    |
| 取替用燃料 | 第4回       | 1997年10月14日 | 80          | 2016年9月6日   | 296   |
| 取替用燃料 | 第5回       | 1998年11月17日 | 96          |                |       |
| 取替用燃料 | 第6回       | 2000年5月16日  | 92          |                |       |
| 取替用燃料 | 第7回       | 2001年10月2日  | 92          |                |       |
| 取替用燃料 | 第8回       | 2002年11月21日 | 104         |                |       |
| 取替用燃料 | 第9回       | 2004年6月11日  | 92          |                |       |
| 取替用燃料 | 第10回      | 2005年11月2日  | 28          |                |       |
| 取替用燃料 | 第11回      | 2007年11月6日  | 96          |                |       |
| 取替用燃料 | 第12回      | 2009年7月2日   | 88          |                |       |
| 取替用燃料 | 第13回      | 2011年10月4日  | 52          |                |       |
| 取替用燃料 | 第14回      | 2012年11月22日 | 84          |                |       |

|       | 1号機          | 1号機       | 1号機    | 2号機  | 2号機       |
|       | 日付           | 輸送量（体) | 搬出先   | 日付   | 輸送量（体) |
| ----- | -------------- | ----------- | -------- | ------ | ----------- |
| 第1回 | 1996年7月8日   | 64          | Cogema   | 未搬出 | 未搬出      |
| 第2回 | 1997年7月15日  | 64          | Cogema   | 未搬出 | 未搬出      |
| 第2回 | 1997年7月15日  | 28          | BNFL     | 未搬出 | 未搬出      |
| 第3回 | 1998年7月15日  | 84          | BNFL     | 未搬出 | 未搬出      |
| 第4回 | 2001年7月2日   | 64          | 日本原燃 | 未搬出 | 未搬出      |
| 第5回 | 2010年10月12日 | 22          | 日本原燃 | 未搬出 | 未搬出      |
| 第6回 | 2013年6月19日  | 44          | 日本原燃 | 未搬出 | 未搬出      |

### 低レベル放射性廃棄物
乾燥、焼却しセメントガラス固化された個体がドラム缶に詰められたものが低レベル放射性廃棄物として個体廃棄物貯蔵庫に保管されている。保管されている低レベル放射性廃棄物は日本原燃低レベル放射性廃棄物埋設センターに適宜搬出されている。
|        | 搬出日         | 搬出量（ドラム缶本） |
| ------ | -------------- | -------------------- |
| 第1回  | 2008年9月16日  | 400                  |
| 第2回  | 2010年6月14日  | 480                  |
| 第3回  | 2012年5月28日  | 480                  |
| 第4回  | 2013年7月2日   | 480                  |
| 第5回  | 2014年9月16日  | 560                  |
| 第6回  | 2015年10月16日 | 480                  |
| 第7回  | 2016年6月10日  | 960                  |
| 第8回  | 2016年10月20日 | 960                  |
| 第9回  | 2018年10月18日 | 480                  |
| 第10回 | 2020年10月19日 | 480                  |
| 第11回 | 2021年4月26日  | 969                  |
| 第12回 | 2021年10月4日  | 969                  |
| 第13回 | 2023年9月13日  | 544                  |

### 外部電源・非常用電源
志賀原発の外部電源は、志賀中能登線（500kV）2回線、志賀原子力線（275kV）2回線、赤住線（66kV）1回線の合計3系統5回線が接続している。運転時は、1号機は志賀原子力線、2号機は志賀中能登線を使用して送電する。
原発は運転を停止している間も、核燃料を貯蔵する使用済み燃料プールを冷やし続けるために電源が必要となる（このとき、送られてくる高い電圧を、変圧器を通して発電所内で使える電圧に下げる）。
なお、外部からの電気が受けられなくなった場合の非常用電源として、非常用ディーゼル発電機が、1号機と2号機に、それぞれ3台ずつ設置されている。その他に、大容量電源車が2台、高圧電源車が8台ある。

### その他
- 防潮堤は、海抜11mの敷地に、高さ4mのものが設置されている[18][14][9]。
- 冷却のための海水を引き込む取水口は、マイナス6.5mに設置されている[18]。
- 放射線量を測定するモニタリングポストは、石川県と富山県のうち、志賀原発から半径15㎞から30㎞の範囲に、合計116か所設置されている[8][9]。モニタリングポストの測定値は、住民避難の際の判断材料になる[9]。

## 歴史
北陸電力の原子力発電計画は、1957年4月1日に組織改正により社長室に原子力課を設置したことに端を発する。その後、1965年の長期計画の中で、将来の電源構想として原子力発電を盛り込み、1959年（昭和34年）から、管内の全海岸線を対象に、原発開発の候補地点の調査を開始した。その中で、能登半島の4か所（西海、白丸、赤住・福浦、椿崎）を候補地として選び、最終的に、志賀町赤住から富来町福浦にかけての地点を選定した。
赤住地区は当初から発電所建設を受け入れる方針であったため、1967年11月13日に調査用地の買収が行われた。一方、富来町は建設に反対し、1970年10月、同地での用地買収計画は断念された。同年、赤住地区のみで建設計画を進めることになる。だが、建設に同意した赤住地区でも反対意見があったことや、買収予定用地に土地改良事業区域が一部含まれていたことによる手続き上の関連もあり、建設計画は長期間停滞する。
1980年代後半になると、地質調査が行われてからは発電所建設の流れが進み、1988年に発電所が着工。1993年に原子力発電所を保有しない沖縄電力を除く電力会社9社では後発の原子力発電所が開設された。

## 経過

### 1950年代
- 1957年（昭和32年）
  - 4月1日 - 北陸電力（以下、北陸電）が組織改正を行い、社長室原子力課を設置[26]。
- 1959年（昭和34年）
  - 北陸電が、管内の全海岸線を対象に、原発開発の候補地点の調査を開始[21][27]。

### 1960年代
- 1967年（昭和42年）
  - 6月 - 石川県・中西陽一知事と北陸電・金井久兵衛社長[28]が会談し、能登半島に原発を建設する方針が決定された[29]。
  - 7月 - 北陸電が能登原発（のち、志賀原発に改称）の候補地4地点[注 2]を公表[23][27]。
  - 11月 - 志賀町議会が、全員協議会において受入れを決定[23]。
  - 11月13日 - 町議会の決定を受け、北陸電が、能登原発の建設計画および用地235万㎡の買収計画[30]を発表[31][23]。建設予定地が志賀町赤住と富来町福浦地区にまたがる地域に決定[32][33][34][23][35]。
  - 12月24日 - 関係する8つの漁業協同組合（漁協）[注 3]は、安全性が確認できるまで、漁業権の譲渡に同意しないことを申し合わせる[36]。
- 1968年（昭和43年）3月1日 - 北陸電が、原子力開発準備会議と能登原子力調査所を設置[37]。石川県の斡旋、協力のもと、用地の買収交渉を始めた[21]。
- 1969年（昭和44年） - 北陸電が敷地調査を開始[38]。

### 1970年代
- 1970年（昭和45年）
  - 8月11日 - 北陸電が、赤住地区のうち142万㎡を約3億円で買収することで交渉が成立[29][39][23][40]。
  - 10月 - 福浦地区での用地買収が困難となり、北陸電は同地区での用地取得を断念[29][38][23]。
  - 10月26日 - 志賀町赤住に原発1号機を設置することを決定[41]。
  - 10月28日 - 北陸電が、（福浦地区断念を受けて）赤住地区で原発用地の追加買収（55万㎡、のち26万㎡に縮小[30]）を申し入れる[29][42][38][23]。
  - 11月1日 - 志賀町と高浜町が合併して、志賀町が発足[43]。
  - 11月 - 志賀町議会が、全員協議会において受け入れを決定[23]。
  - 同年から1977年（昭和52年）まで、追加買収計画用地を含めた土地改良事業を実施[23]。
- 1971年（昭和46年）
  - 3月 - 赤住を愛する会、赤住船員会が結成される[23]。
  - 8月11日 - 赤住区総会は「原子力発電所問題対策協議会」（以下、対策協）の設置を決定[注 4][44]。
- 1972年（昭和47年）
  - 5月20日 - 赤住区で原発建設の賛否について住民投票が行われる[45][38]。しかし、石川県などによる調停を巡り、開票されなかった[46][38]。
  - 11月 - 町議会が、原子力発電所特別委員会を設置[23]。
- 1973年（昭和48年）
  - 2月6日 - 北陸電が、アメリカ原子力委員会との間で、ウラン濃縮役務前売契約を締結[注 5][47]。
  - 3月4日 - 赤住区総会で、対策協が解散[48]。
  - 3月24日 - 赤住区総会で住民投票の結果、原発の受け入れを決定[49][38]。ただし、この投票は、反対派が退場した後で行われたものだった[48][38]。
  - 4月20日 - 反対派住民を中心に「能登原発反対各種団体連絡会議」が結成される[50][38][注 6][51]。
  - 5月17日 - 石川県議会において、共産党・原俊道議員が赤住土地改良区の「換地計画認可申請書」にまつわる事情について質問[50]。
  - 6月1日 - 北陸電が、それまでの能登原子力調査所に代えて、能登原子力建設準備事務所を設置[52][53][54]。
  - 12月11日 - 北陸電が、アメリカ原子力委員会との間に、ウラン濃縮役務契約締結[注 7][55]。
- 1974年（昭和49年）
  - 6月 - 電源三法が施行される[51]。
  - 6月27日 - 北陸電が、フランス・ユーロディフ社とウラン濃縮役務契約締結[56]。
- 1975年（昭和50年）10月 - 換地計画決定（1977年9月、換地登記が完了した）[57]。
- 1977年（昭和52年）
  - 6月7日 - 国の要対策重要電源の指定を受ける[58]。
  - 9月30日 - 北陸電が、フランス・核燃料公社（COGEMA）と再処理役務契約を締結[59]。
  - 10月4日 - 財団法人北陸原子力懇談会が日本原子力産業会議（現・日本原子力産業協会）の地方組織として設立された[60][53][61][注 8]。
  - 10月 - 北陸電が、関係8漁協に海象の補完調査を申し入れたが、一部に反対があり、延期された[57][51]。
- 1978年（昭和53年）
  - 3月26日 - 「志賀町原発反対同盟」が結成される[63]。
  - 5月24日 - 北陸電が、イギリス・核燃料公社（BNFL）と再処理役務契約を締結[64]。
  - 8月1日 - 北陸電が、赤住地内に気象観測塔を完成させる[65]。
  - 8月21日 - 北陸電が、海外ウラン資源開発（OURD）とウラン精鉱購入契約を締結[66]。
  - 9月19日 - 安部屋地内で原子力PRセンターの建設に着手[65]。
- 1979年（昭和54年）
  - 3月 - 西海漁協（富来町）が海洋調査への抗議行動を行った[67]。
  - 3月22日 - 能登原子力センターが完成[67]。
  - 3月 - スリーマイル島原子力発電所2号機（加圧水型）で炉心溶融事故が発生、周辺に放射性物質が漏れ出した[68][69]。この事故を受け、志賀町長、北陸電社長は、原発の推進活動を当面控える旨を表明、県知事も県議会で慎重な姿勢を示した[67]。
  - 5月1日 - 原子力立地特別委員会を設置[70]。
  - 7月5日 - 能登原子力センターがオープン（「能登原発反対各種団体連絡会議」は、原発計画の撤回とともに、同センターの開館中止を求めていた[67]）[注 9][注 10][65][62]。
  - 10月25日 - 北陸電力羽咋営業所が完成[71]。
  - 12月 - 反対派が建設反対の請願を志賀町議会に提出[72]。翌1980年7月、町議会はこれを不採択とした[72]。

### 1980年代
- 1980年（昭和55年）
  - 1月4日 - 北陸電が、原子炉型を沸騰水型（BWR）に決定[73][53]。
  - 3月 - 石川県が、原発見学に費用補助を行うことを決定[72]。
  - 7月1日 - 北陸電が、能登原発と七尾火力発電所の建設推進のため、立地推進石川本部を開設[53]。この推進本部設置に対応するため、志賀町は企業誘致対策室を設置[72][23]。
  - 7月 - 志賀町議会で、保守系議員による能登原発促進議員懇談会が発足[23]。
  - 8月4日 - 北陸電が、能登原子力の基本設計などについて、日立製作所や鹿島建設との共同研究開始[74]。
  - 11月10日 - 山本富雄通産政務次官が、能登電源立地促進のため来県[75]。
  - 12月 - 志賀町議会が建設促進を決議[23]。議会及び町内各種団体からなる「能登原子力発電所立地対策協議会」が発足した（これにより議員懇話会は解消した）[23]。
- 1981年（昭和56年）
  - 2月28日 - 能登原発の海洋調査について、志賀町・高浜両漁協が合意[76]。
  - 3月 - 日本原電敦賀発電所1号機（沸騰水型）で放射性物質漏えい事故と事故隠しが判明[77][69]。この事故を受け、野崎外雄町長は、国の対応策が明確になるまで原発の推進活動を控える旨を表明[72]。同年6月には中西陽一県知事も原発の推進は当分凍結する旨を表明[78]。
  - 10月14日 - 北陸電が、能登原発建設計画に伴う海洋調査に同意した5つの漁協に、6億円を預託していたことが判明[79]。
- 1982年（昭和57年）
  - 2月22日 - 北陸電が、能登原発計画について赤住で現地説明会を開催（このとき、出力54万kWを明示した）[80]。
  - 9月 - 石川県議会において、中西県知事が「今や世界中が原子力発電の時代に入ったとの認識を持っている」と発言[81]。
  - 10月31日 - 志賀町長選挙で、現職の野崎外雄が三回目の当選（野崎は8,040票を獲得。次点の泉勲は3,100票だった）[82]。泉は、反対派である「能登原発反対志賀町同盟会」の会長[72]。「能登原発反対各種団体連絡会議」の支援を受けて立候補した[72]。泉陣営は、従来の革新票の倍以上の票を集め、予想を上回る善戦だった[36]。
  - 12月 - 石川県議会において、中西県知事は、能登原発について、「現（志賀）町長が原電推進を掲げて当選しており、十分タイアップしながら積極的に取り組みたい」と発言[83]。
  - 12月14日 - 石川県議会（第4回定例会）において、「能登原子力発電所建設促進に関する決議」が賛成多数で採択される[84][85]。
- 1983年（昭和58年）
  - 11月24日 - 石川県が海洋調査を行うための調査費3億4,224万円を12月の県議会に計上しようとしたことに対し、「能登原発反対各種団体連絡会議」は、石川県監査委員会に監査請求を提出[86]。委員会は、4人の委員のうち、3人が合法、1人が違法と判断したため、結論を示さず、各委員の意見併記という形で回答[86]。
- 1984年（昭和59年）
  - 2月18日 - 反対派は県監査委員会の回答を不服とし、中西県知事を相手取り、金沢地裁に「能登原発建設海洋調査費支出差し止め請求の行政訴訟」を起こした[86]。
  - 3月9日 - 石川県が海洋調査に着手[23]。石川県は、海洋調査は沿岸漁業の振興のためのデータ収集を目的とし、公共の利益に奉仕すると主張[86]。反対派は、志賀町上野漁港で抗議集会を開いた[86]。石川県機動隊が漁港を取り囲む中の抗議活動だった[86]。調査の進行には影響せず、翌1985年6月、調査の結果がまとめられた[87]。
  - 11月 - 地質調査に着手[88]。
- 1985年（昭和60年）
  - 4月18日 - 能登原発の海域地質調査が開始される[89]
  - 8月19日 - 石川県は、海洋調査の結果について、アセスメント作成のみに用途を限定することを条件に、北陸電に3億4,700万円で譲渡[87]。
- 1986年（昭和61年）
  - 2月 - 計画当初の段階で原発建設を拒否した富来町の臨時町議会は、「能登原発建設促進協力に関する決議」を採択[87]。これは、富来町に所在する4つの漁協[注 11]が海洋調査を受け入れ、最終施設計画が発表されたのを受けての動きだった[87]。これに対し、反対する地域住民の「ふるさとを守る会」は、原発建設の賛否を問う住民投票を求め、条例案を4,020人の署名とともに提出し[90]、この署名のうち3,759人が適格者であると確定した（これは有権者数の5分の4に迫る人数）[91]。
  - 4月 - 追加買収の窓口を設置[92]。
  - 5月26日 - 富来町の臨時町議会で住民投票に関する条例案の審議が行われ、賛成1、反対15で否決された[91]。
  - 6月16日 - 北陸電が、環境影響調査書を提出[34][31]。
  - 9月3日 - 通商産業省による第1次公開ヒアリングが開催される[34][23][31]。
  - 10月19日 - 志賀町長選挙で、現職の野崎外雄が四回目の当選[注 12][93]。
  - 12月18日 - 電源開発調整審議会（第105回）が1号機の計画を承認[34][23]。
  - 12月 - 国の電源開発基本計画に組入れ[31]。
- 1987年（昭和62年）
  - 1月 - 北陸電が、原子炉設置許可を申請[31]。
  - 5月 - 追加用地の買収に合意、覚書を締結[23]。
  - 11月25日 - 建設準備工事に着手[23][94]。
- 1988年（昭和63年）
  - 2月24日 - 原子力安全委員会による第2次公開ヒアリングが開催される[34][23][31]。
  - 8月22日 - 通産大臣が原子炉の設置を許可[34][23][31]。
  - 11月 - 工事計画認可[31]。
  - 12月1日 - 「能登原子力発電所」の名称を「志賀原子力発電所」に変更[34][23][95]。
  - 12月1日 - 北陸電が、原子炉建屋、タービン建屋などの工事に着工[34][96][31][23]。
  - 12月 - 原発建設の差し止めを求める住民訴訟提訴[23]。
- 1989年（平成元年）11月9日 - 国がJIS不適合の鉄筋使用について公表した[34]（後述）。同月24日、安全協定に基づく現地立ち入り調査を実施[34]。

### 1990年代
- 1991年（平成3年）
  - 8月 - 1号機について、原子炉圧力容器が据付される[31]。
  - 11月 - 志賀町議会、原子力発電所対策特別委員会に名称変更[23]。
- 1992年（平成4年）11月 - 1号機が初臨界[31]。
- 1993年（平成5年）
  - 2月7日 - 能登半島沖地震発生[97]。
  - 5月24日 - 北陸電が、2号機について建設及び環境影響調査の実施を石川県と志賀町に申入れ[98][99][100]。6月29日、国は2号機を要対策重要電源に指定した[98][99]。
  - 7月30日 - 1号機が営業運転を開始[34][23][31][3][101]。
- 1994年（平成6年）7月1日 - 北陸電は、2号機の環境調査を開始（翌年6月30日終了）[98]。
- 1995年（平成7年）11月27日 - 北陸電は、2号機について環境影響調査書・環境影響評価準備書を提出[98][100]。
- 1996年（平成8年）
  - 5月14日 - 1号機の再循環ポンプの機能低下で原子炉が停止[102]。
  - 11月21日 - 通産省による、2号機の設置に関する第1次公開ヒアリングが開催される[98][100]。
- 1997年（平成9年）
  - 3月27日 - 電源開発調整審議会（第134回）が、2号機の計画を承認[98][99]。国の電源開発基本計画に組入れ[99][100]。
  - 9月12日 - 1号機の配管溶接部の焼鈍における温度記録についての疑義発生[34]。
  - 10月6日 - 使用済燃料輸送容器のデータ問題が発生[34]。
- 1998年（平成10年）
  - 1月10日 - 1号機の復水器細管漏えいに伴う原子炉手動停止[34]。
  - 9月1日 - 2号機について建設準備工事を開始[103]。
  - 10月26日 - 原子力安全委員会による、2号機の設置に関する第2次公開ヒアリングが開催される[98][100]。
- 1999年（平成11年）
  - 3月27日 - 2号機について着手決定[104]。
  - 6月14日 - 1号機の非常用ディーゼル発電機B号機のクランク軸ひび割れ[34][105]。
  - 6月18日 - 1号機の定期検査中、臨界事故が発生[105][106][107]。この際、データを改ざんし、必要な記録を残すことなく、対外的な報告を怠った他、原子炉自動停止後の起動前に必要な措置を行っていなかった[105]。放射性物質の影響はなかった[105]。（後述）
  - 8月27日 - 通産大臣が、2号機について工事計画を認可[98][99][100]。同日、着工[98][99][96][100]。
  - 8月31日 - 2号機の建設差し止め訴訟を金沢地裁に提訴[98]。

### 2000年代
- 2000年（平成12年）
  - 1月1日 - 西暦2000年問題により、1号機のSPDS計算機及び県テレメータシステムに不具合発生[34]。
  - 1号機の運転差し止め訴訟について、住民側の敗訴が確定[108]。
- 2003年（平成15年）
  - 6月6日 - 5月31日、1号機で定期検査中、配管の水があふれ作業員にかかる事象が発生していたことが判明[34]。
  - 9月 - 2号機、原子炉圧力容器を据付[100]。
- 2004年（平成16年）
  - 1月29日 - 原子力安全・保安院が、前年度の保安検査における保安規定違反により改善を指示[98]。
  - 3月31日 - 北陸電にプラント元請メーカに関する投書[98]。4月13日、北陸電がプラント元請メーカに関する指摘に対しての調査結果を公表[98]。経済産業省が（財）発電設備技術検査協会が行った溶接検査に関する報告を指示[98]。
  - 6月10日 - 1号機の廃棄物処理建屋で装置の洗浄中、水漏れが発生[109][110][111]。漏れた放射能量は160万ベクレル[109][110]。外部への影響はなかった[109][110][111]。
- 2005年（平成17年）
  - 3月 - 国の地震調査委員会が、2号機の炉心地点に近い邑知潟断層帯について、全体が1つの区間として活動する場合、マグニチュード7.6程度の地震が起きる可能性があると指摘した[112][113]。
  - 4月1日 - 地すべりのため、送電線を支える高さ86メートルの鉄塔（能登幹線鉄塔）が倒壊し、送電できなくなった[114][115]。このため、翌2日、1号機の原子炉を手動で停止した[114][34]。同月22日、能越幹線を運用開始し、原子炉を起動した[34][115]。
  - 4月26日 - 2号機が試運転を開始[99]。
  - 5月26日 - 2号機が初臨界[98][100]。7月4日、2号機、発電開始[98]。
  - 8月 - 宮城県沖地震において、女川原発で耐震設計を上回る揺れを観測[116]。このことは、翌年3月の金沢地裁の判決に影響を与えた[116]。
- 2006年（平成18年）
  - 1月26日 - 2号機の試運転に伴う原子炉の停止後、起動操作を実施中、原子炉隔離時冷却系の蒸気供給隔離弁の開閉試験において、2つあるうちの1つが全閉できなかった[117][118]。その後、全閉することを確認したが、詳細に点検するため原子炉を停止[117][118]。
  - 3月15日 - 2号機が営業運転開始[98][99][100][3][13]。
  - 3月24日 - 金沢地裁（井戸謙一裁判長）が、差し止め請求訴訟の判決で「耐震設計に問題がある」などとする原告住民の主張を認め、2号機の運転差し止めを命じた[98][112][116][119]。北陸電力は控訴した[112]。
  - 6月30日 - 原子力安全・保安院が、浜岡原発5号機（中部電力）のタービン羽根損傷を受け、同一型式である当原発2号機も点検するよう指示（7月5日、運転を停止し、点検開始）[105][98]。点検の結果、2号機のタービンの点検対象である羽根840枚のうち、258枚に「ひび割れ」を確認した[105][98][注 13]。
  - 9月19日 - 原子力安全委員会が、耐震設計審査指針を改定した[34][116]。
  - 9月20日 - 原子力安全・保安院が、全電力会社に対し、改定された指針を踏まえ、既設の原子力発電所の耐震安全性の評価を行うよう指示（北陸電は同年10月18日に当原発の耐震安全性評価実施計画書を提出した）[34]。
  - 9月28日 - 2号機の高圧タービン車室内に粒状金属を発見[98]。
  - 11月2日 - 定期点検中、1号機の発電機付属装置の冷却ファンに、誤って記録用紙3枚が吸い込まれる[105]。そのうち約1.5枚は回収されたが、残りは冷却ファン内に取り残されたままだったため、運転状況を監視していた[105]。同月4日、付属装置の一部で通常より若干大きい振動が確認されたため、同月7日に原子炉を手動停止し、発電機の点検を行った[105]（11月22日運転再開）[34][注 14]。
  - 11月16日 - 北陸電が、2号機の運転差し止め請求訴訟の控訴審に係る控訴理由書を名古屋高裁金沢支部に提出[98]。
  - 11月27日 - 2号機の耐震裕度向上工事着手（翌年4月終了予定だったが、能登半島地震により同年9月に終了した）[98]。
  - 11月30日 - 経済産業大臣が、全電力会社に対し、データ改ざん、必要な手続きの不備その他の同様な問題がないか点検を指示[34]。
- 2007年（平成19年）
  - 2月12日 - 2号機で整流板の設置工事を開始[98]。
  - 2月15日 - 原子力安全・保安院は、1号機の中性子計測器ケーブルの接続ミス（前年11月15日判明）に対し、北陸電の品質保証体制に問題があるとして行政指導[34]。
  - 3月15日 - 1999年6月の定期検査時に臨界事故を起こしていたことなどが判明[105][98][106]。国と石川県は、原子炉を停止し、点検するよう指示し[34]、翌3月16日、北陸電は、原子炉を手動停止した[34]。
  - 3月25日 - 能登半島地震が発生[120][121]。当原発内の幾つかの設備で故障等が発生した（以降、随時点検結果を公表）[34]。
    - 3月25日 - この地震に伴い、発電所内を点検したところ、1号機の使用済み燃料貯蔵プール周辺に約45リットルの水が飛散しており、放射能量は約750万ベクレルだった[122]。そのうち、養生シートのない箇所に、約8リットル（放射能量は130万ベクレル）の水が飛散していた[122]。外部への放射能の影響はなかった[122]。北陸電は、地震により、使用済み燃料貯蔵プールが揺れたことに伴う事象と推定している[122]。
    - 4月19日 - 北陸電は、能登半島地震の揺れが、発電所建設時に想定した基準地震動S2を長周期側の一部の周期帯で超過していたが、その周期帯には安全上重要な設備がなく、また他の周期帯においても耐震安全性が確保されていることを確認した旨を公表[34]。
    - 8月27日、原子力安全・保安院は、能登半島地震を踏まえた当原発の耐震安全性に問題ないことを通知[34]

  - 5月7日 - 原子力安全・保安院が、臨界事故（1999年6月）に対する行政処分を公表[34]。
  - 7月16日 - 新潟県中越沖地震発生[34]（志賀で震度4。1号機の原子炉建屋・地下2階での震度2）[123]。このとき、1号機、2号機とも停止中だった[123]。外部への放射能等の影響はなかった[123]。
- 2008年（平成20年）
  - 3月14日 - 2号機の再起動を申し入れた[98]。3月21日、石川県と志賀町は2号機の再起動を了承した[98]。
  - 3月26日 - 2号機の原子炉を起動した[98]。
  - 4月1日 - 2号機、気体廃棄物処理系の水素濃度上昇による出力降下[98][105]。4月2日、手動停止した[105]（5月9日、再起動）[98]。
  - 6月5日 - 2号機、整流板の設置工事に伴う検査終了（電気出力：135.8万kW→120.6万kW）[98]。
  - 7月4日 - 北陸電が、1号機の耐震裕度向上工事を開始した（翌年1月29日終了）[34]。
- 2009年（平成21年）
  - 3月18日 - 名古屋高裁金沢支部が、2号機の運転差し止め請求訴訟の控訴審判決で、一審判決（2006年3月）を取り消し、原告の運転差し止め請求を棄却[98][108][116]。
  - 3月19日 - 1号機の再起動を申し入れ[34]。同月27日、県と志賀町は1号機の再起動を了承[34]。
  - 3月30日 - 1号機の原子炉を起動[34]。
  - 4月12日 - 2号機の気体廃棄物処理系[注 15]で、キセノン133の値が上昇していた（通常値の約10倍）[注 16][124]。監視を行いながら運転していたところ、高感度オフガスモニタ[注 17]の指示値が有意に上昇（通常値の約200倍）していたため、原子炉の出力を72万kW（約60%）まで落とし、漏洩燃料の範囲の特定作業を行った[125][124]。石川県と志賀町は、状況確認のため、立ち入り調査を行った[125]。外部への放射能の影響はなかった[124][125]。
  - 11月12日 - 2号機の調整運転中、非常用ディーゼル発電設備A号機のインジケータ弁から潤滑油約100ccが漏れ出した[105]。同B号機の動作確認をしたところ、インジケータ弁から潤滑油4ccが漏れ出した[105]。2台の非常用ディーゼル発電設備が動作可能と判断できない状態となったため、11月13日、原子炉を手動停止した[105][98]。本事象による外部への放射性物質の影響はなかった[105]。
  - 12月6日 - 2号機の非常用ディーゼル発電機A号機の確認試験中、再度の潤滑油漏れが発生[105][98]。

### 2010年代
- 2010年（平成22年）10月28日 - 2号機の運転差し止め訴訟について、最高裁で住民側の敗訴が確定[98][116][108]。
- 2011年（平成23年）
  - 1月21日 - 2号機の原子炉格納容器内で冷却器凝縮水量が低下したことに伴い、原子炉を手動停止した[105]（2月5日、再起動）[98]。
  - 2月28日 - 1号機の原子炉再循環ポンプ（B号機）軸封部の第2段シール圧力の上昇が確認されたことから、交換を行うこととし、それに伴い原子炉を手動停止することとした（3月1日、原子炉停止[126]）[105]。外部への放射性物質の影響はなかった[105]。
  - 3月 - 東日本大震災・福島第一原子力発電所事故が発生[127][128]。このとき志賀原発は1、2号機とも、定期検査などで運転を停止していた[128][129]（2号機は、11日午前、定期検査のため停止していた[126]）。
  - 4月19日 - 緊急時対応訓練（福島第一原発の事態とほぼ同様の想定）が行われる[130]。
  - 8月30日 - 北陸電が、志賀原発周辺における地殻変動および地震発生状況に関する報告書を提出[34]。
- 2012年（平成24年）
  - 6月26日 - 石川県と富山県の住民が、1、2号機の運転差し止めを求め、金沢地裁に提訴[34][108][131]。
  - 7月18日 - 原子力安全・保安院が、敷地内破砕帯の追加調査計画の策定を指示[34]。同年8月10日、北陸電が敷地内破砕帯の追加調査を開始した（翌2013年12月19日、北陸電が、敷地内破砕帯に関する追加調査報告書（最終）を提出した）[34]。
- 2013年（平成25年）
  - 5月16日 - 1号機の低圧タービンの動翼取付部にひび割れ（6月12日時点で123か所）を確認[132][105][34]。
  - 7月8日 - 新しい規制基準が施行される[34]。
- 2014年（平成26年）8月 - 北陸電が、2号機の再稼働を目指し、原子力規制委員会に適合性審査を申請[128][129]。
- 2016年（平成28年）
  - 3月3日 - 原子力規制委員会の有識者調査団が、敷地内の断層について活断層である可能性を指摘[133][128]。
  - 9月28日 - 2号機の原子炉建屋内へ雨水が流入する事象が発生[98]。
- 2019年（令和元年）7月5日 - 発電所構内の防災資機材倉庫付近に配置している高圧電源車で火災の発生を確認、北陸電の自衛消防が消火した[105]。発電所施設への影響及び外部への放射能の影響はなかった[105]。

### 2020年代
- 2021年（令和3年）8月10日 - 2号機の安全装置に不具合が生じていたと発表[134]。不具合が生じたのは安全装置である主蒸気隔離弁で、基盤の故障が原因[134]。7月6日に異常を知らせる警報が鳴ったことで判明したという[134]。
- 2022年（令和4年）6月19日 - 能登地方を震源とする地震が発生[135][136]。原発に異常は確認されなかった[135][136]。地震による津波はなかった[136]。
- 2023年（令和5年）
  - 3月3日 - 原子力規制委員会は、2号機について、「敷地内の断層は活断層ではない」とする北陸電の主張を妥当だと判断[128][137]。
  - 5月5日 - 能登地方を震源とする地震が発生[138]。原発に異常は確認されなかった[138]。
  - 6月18日を「安全と公正・誠実を誓う日」に制定した[106][107]。
- 2024年（令和6年）
  - 1月1日 - 令和6年能登半島地震が発生[139]。

## 臨界事故と事故隠蔽
1999年6月18日、同原発1号機で臨界事故が発生した。これは国内で初めての臨界事故だった。国際原子力事象評価尺度（INES）はレベル2。「公表すると2号機の工程が遅れる」などの理由により、日誌を改ざんし、国に報告しなかった。2007年3月15日、この事故の存在が明るみに出たため、事故を隠蔽したとの批判を受けた。
当日は定期検査のため停止中で、制御棒は挿入状態であり原子炉の蓋は開放状態にあった。制御棒の制御装置は水圧式のピストン構造になっており、手動で行う場合は挿入ラインのバルブおよび引き抜きラインのバルブの開閉による水圧調節で行われる。本来は「水圧逃がしバルブを開いて水圧を下げた後に」挿入ラインのバルブを閉じるべきであったが、人為ミスにより水圧逃がしバルブを閉じたまま挿入ラインのバルブを閉じたため、相対的に引き抜きラインの水圧が上昇し、制御棒が引き抜かれ始めた。3本の制御棒で同様の誤操作があったために予期しない臨界が始まった。直ちに制御室で緊急停止ボタンを押したが、点検中だったために「水圧制御ユニットアキュムレータ（緊急的に制御棒を挿入する安全装置）」が無効化されていたために作動しなかった。そのために作業員が閉じられた挿入ラインのバルブを手動で開いて制御棒を挿入して臨界の停止に成功した。
外部への放射能漏れはなく、臨界していた時間は15分間だったとされている。
人為ミスの要因としては、初めてバルブを操作する操作員が配置されていたという点、及び手順書に「水圧逃がしバルブを開く」という手順が記載されていなかったことの複合が原因だったとされている。
2007年3月15日、経済産業省はこの事故を重大事故と見て、事故の発覚時に北陸電力の社長であった永原功を呼び出し、志賀原発1号機の運転停止を命令した。北陸電力は同日18時から運転停止作業に入った。
この臨界事故の約3か月後、東海村JCO臨界事故が起きた。甘利明経産相（当時）は、記者から、公表して原因究明していればJCOの事故も防げたかと問われ、「そういう思いもある」と答えた。
臨界事故の隠蔽が発覚後、北陸電力は、信頼回復の一環として、これまで富山県富山市の本店にあった組織の一つ「原子力部」を発電所のある志賀町に移転させて「原子力本部」を新たに設置。同時に、石川県金沢市に「地域共生本部」を設ける機構改正を2007年6月27日付で実施した。
北陸電力はこのことを教訓にするため、2023年から、事故が発生した6月18日を「安全と公正・誠実を誓う日」に制定した。

## 活断層

### 原発敷地内の断層
志賀原発敷地内の断層が「活断層」かどうかが、原子力規制委員会や2号機の再稼働をめぐる審査で議論されてきた。審査の対象となった敷地内の断層は10本ある。
このうち、
- S-1断層は1号炉の原子炉建屋をかすめてタービン建屋の真下を通る[144][128]。
- S-2断層とS-6断層は、1号炉と2号炉のタービン建屋の真下を通る[144]。

#### 経過
2012年7月、原子力安全・保安院の専門家会議において、発電所の敷地内にあるシーム（亀裂）が活断層である疑いが指摘され、敷地内の破砕帯について追加調査の指示を受ける。
2012年9月、朝日新聞デジタルにおいて、渡辺満久・東洋大学教授は、1号機の真下にあるS-1断層について、「活断層で、逆断層の構図だ」とした上で、地震を起こす断層（主断層）だけでなく、主断層に引きずられて動く副断層についても注意が必要と指摘した（格納容器に損傷がなくても、ずれにより配管が壊れ、制御できなくなる可能性が高まるため）。
2016年3月3日、原子力規制委員会の有識者調査団は、2015年7月の調査報告書で「活動性は否定できない」としたが、別の専門家からの意見も踏まえ「活動したと解釈するのが合理的」とする新たな報告書案をまとめた。同年4月27日、原子力規制委員会は、1号機原子炉建屋の直下にある断層について「活断層と解釈するのが合理的」とした有識者会合の報告を受理した。この報告書がくつがえらなければ1号機は廃炉に、2号機も大幅な改修工事が必要となる可能性があった。
これに対し、北陸電力は「鉱物脈法」を用いた評価を提示した。2023年3月3日、原子力規制委員会は、2号機について、「敷地内の断層は活断層ではない」とする北陸電力の主張を妥当だと判断した。

### 敷地外の断層
2012年9月、前述の渡辺満久・東洋大教授は、志賀原発の北側にある「富来川南岸断層」について、13万〜12万年前以降に動いた断層であり、原発敷地内のS-1断層がずれる要因として注意を促した。これについて、北陸電は「北側と南側は地層が異なる」と反論し、裏付けのための調査を行った。

## プルサーマル計画
志賀原子力発電所の1号機では、プルサーマルの導入を計画しており、2010年6月28日、石川県に対し、実施申し入れを行っている。
2011年現在、志賀原発では2015年度を目途に1号機でのプルサーマル導入を目指しているが、北陸電力の永原功会長は「震災もあったし、九州や北海道でもやらせ問題もあったので、当面は無理」と発言し志賀原子力発電所での導入の凍結を示唆した。
この発言に対し、北陸電力はプルサーマル計画を凍結していないと公表した。ウラン資源の有効利用やエネルギーの安定供給などの観点から、「ウラン燃料のリサイクルは必要」としている。

## 福島第一原子力発電所事故後の対応
2011年3月11日の東北地方太平洋沖地震によって発生した東京電力福島第一原子力発電所の事故に対し、北陸電力が3月18日に発表した対応では当初、想定される津波の高さが5mで発電所敷地（原子炉建屋）の標高が11m確保されているとして防潮堤の設置は行わないとしていた。
翌月4月8日に公表した追加の対策として、非常用電源車の配備の他に新たに発電所敷地前と海水ポンプ前に4mの防潮堤を追加で設置するなど、今後150億円を掛けて対策することを決定した。
なお、2011年4月現在、1号機は同年2月28日にポンプ部品の不具合で運転を停止中、2号機は地震当日の3月11日から定期検査で運転を中止しており、現在は両機とも運転再開の目途が立っていない。

## 住民避難

### 避難計画
- 石川県と9つの自治体が避難計画を策定し、国道や県道の計11の道路を、重大事故の際の避難ルートに設定している[8][9][157]。

### 放射線防護施設
- 2024年2月時点で、放射線防護施設は志賀町内に16か所ある[158]。稲岡健太郎・志賀町長によれば、「1か所に40〜50人を収容し、1週間以内に救助隊が来る想定」としている[158]。ただし、「全町民を受け入れる容量はない」ため、町防災計画の見直しを検討する考えを示した[158]。

## その他

### 漁協との関係
- 全面海域の4漁協とは1986年12月から1987年3月まで漁業補償、隣接海域の4漁協とは1988年3月から7月までにかけて発電所建設への協力などに関する契約を締結した[159]。

### 納入された建設資材に規格外品
- 1989年（平成元年）11月9日、中部通産局（当時）は、富山県の鉄鋼会社・大谷製鉄が、鉄筋コンクリート用棒鋼の検査データを改ざんし、日本工業規格（JIS）製品として販売していたと発表した[160]。そのうちの一部が当発電所にも納入されたが、原子炉など、施設の構造を支える主鉄筋には使われていないという[160]。同月24日、石川県および地元の5市町が立ち入り調査を行った[161]。

## 関連番組
- 「隠された臨界事故　～問われる原発の体質～」2007年4月24日放送、NHK クローズアップ現代 全記録[162]
- 「シカとスズ　勝者なき原発の町」2014年12月21日放送、テレビ金沢（製作）[163]

## ギャラリー

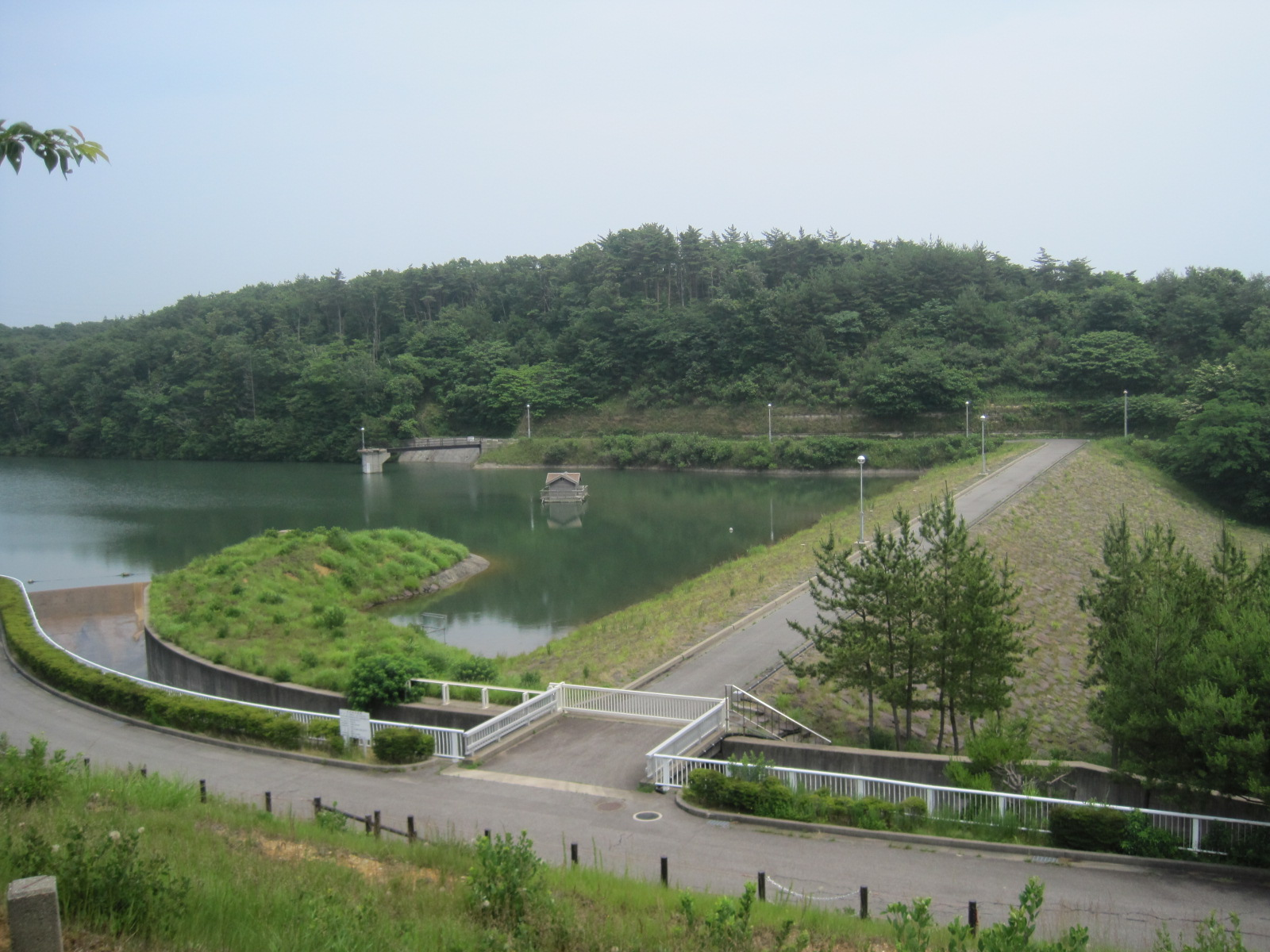
冷却水に用いる大坪川ダム
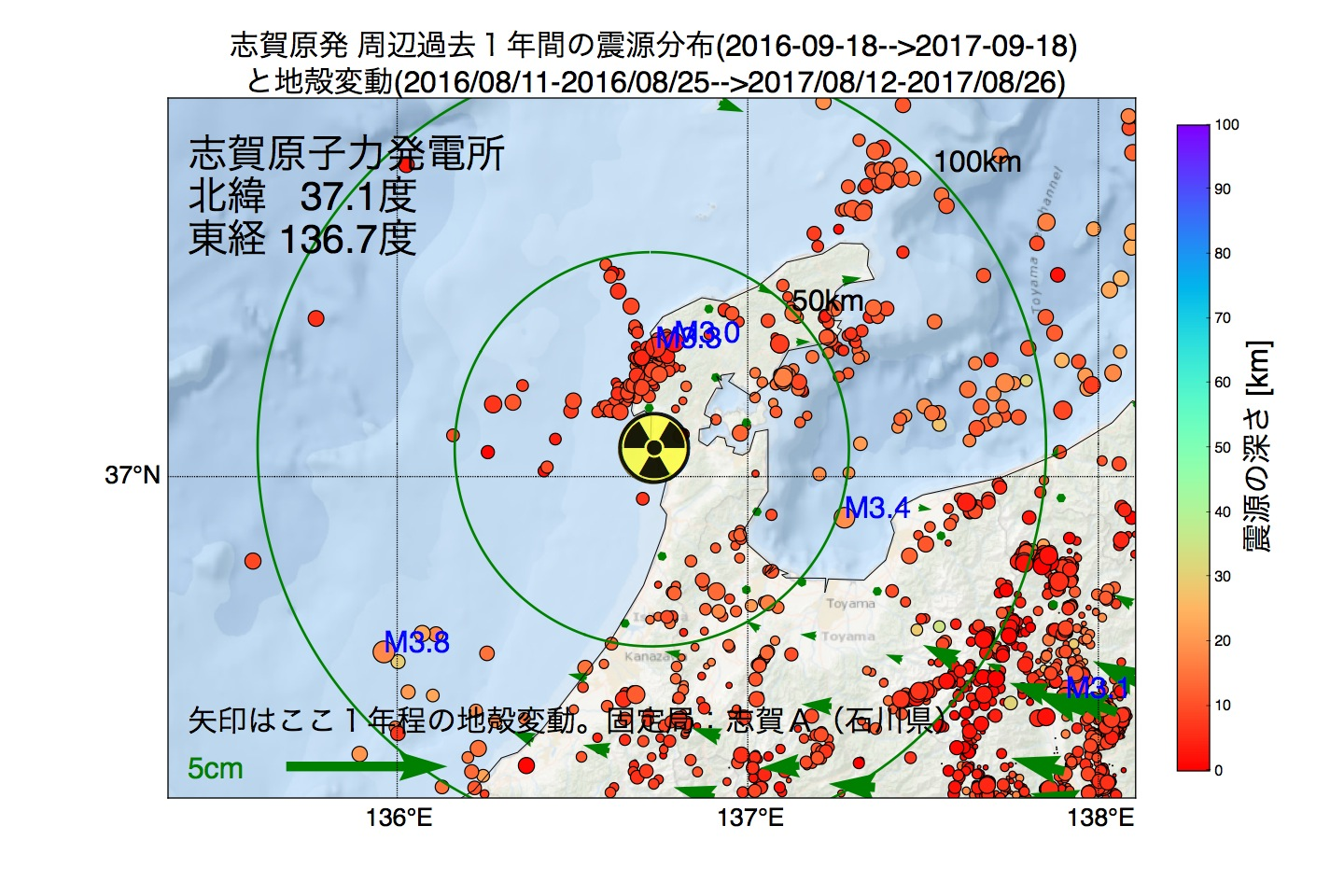
志賀原子力発電所周辺の過去１年間の地震の震源分布と地殻変動（防災科学技術研究所 Hi-net 高感度地震観測網の地震データと国土地理院の電子基準点の位置データより作成）
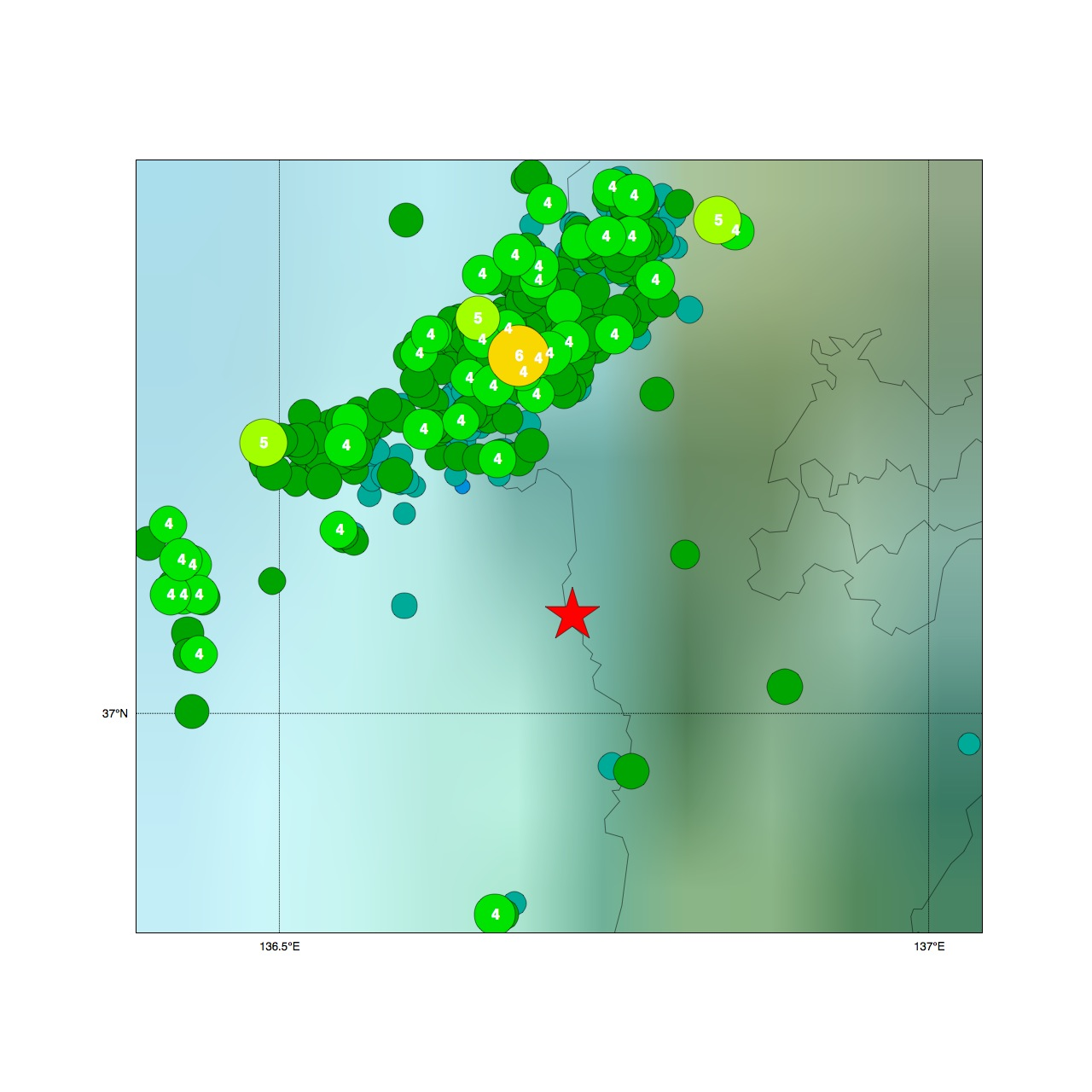
2001年以降に志賀原発30km圏内で発生した地震の震源マップ（気象庁のデータより作成）■赤星印が志賀原発